# Половраджі
Половраджі (рум. Polovragi) — село у повіті Горж в Румунії. Адміністративний центр комуни Половраджі.
Село розташоване на відстані 198 км на північний захід від Бухареста, 44 км на схід від Тиргу-Жіу, 94 км на північ від Крайови.

## Населення
За даними перепису населення 2002 року у селі проживали 2447 осіб, усі — румуни. Усі жителі села рідною мовою назвали румунську.